# Schloss Dachau

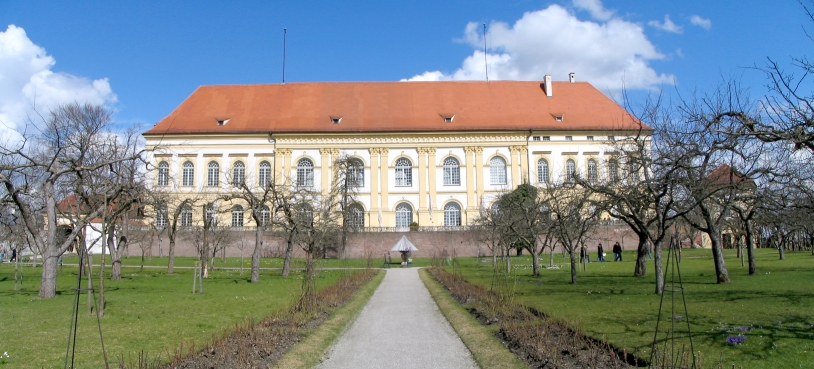
Schloss Dachau (Hofgartenseite)

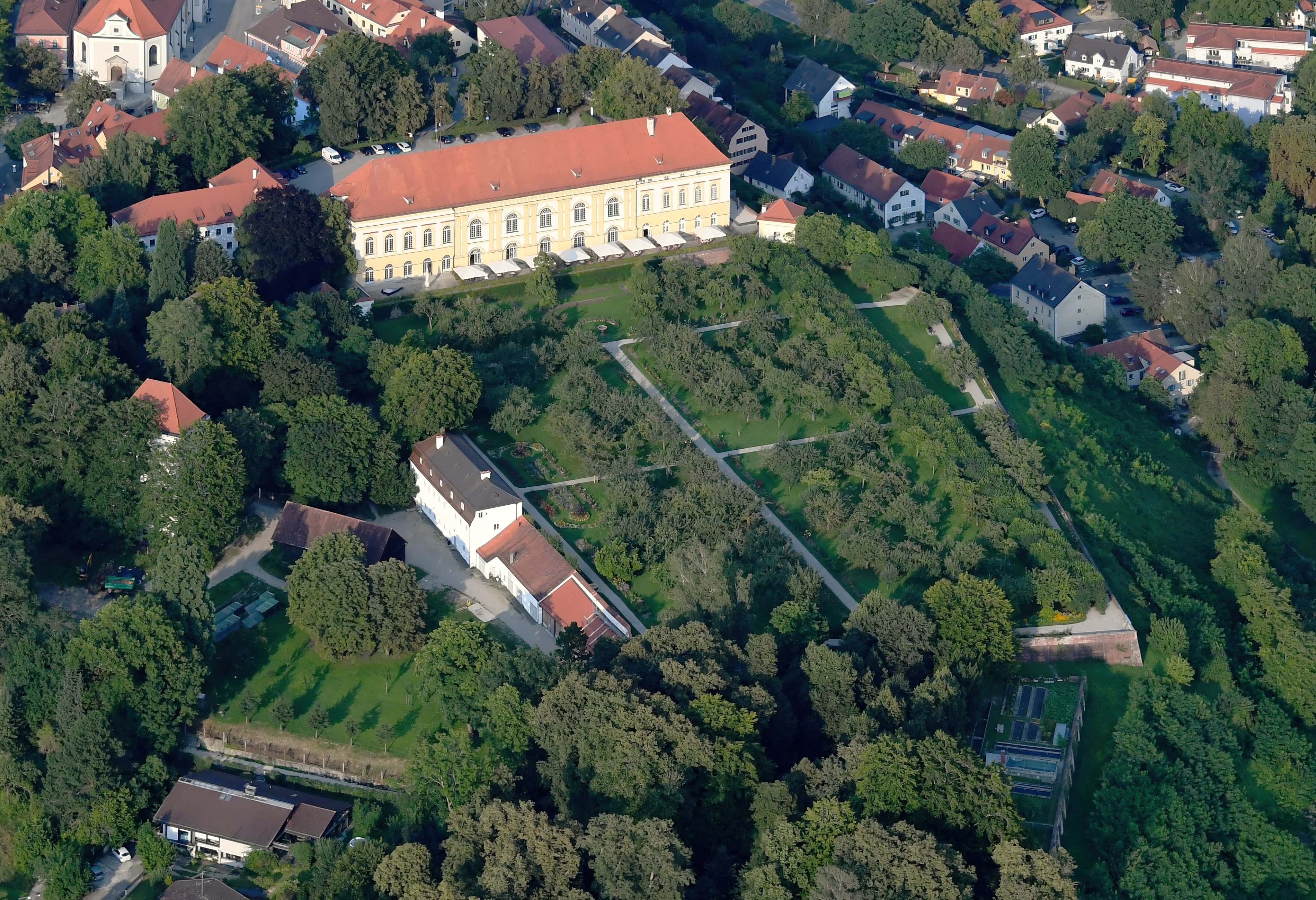
Luftbild des Schlosses Dachau und des Hofgartens

Das Dachauer Schloss auf dem Schlossberg von Dachau war lange Zeit bevorzugte Sommerresidenz der Wittelsbacher. Aus der mittelalterlichen Burg war im 16. Jahrhundert ein Renaissanceschloss entstanden, das im Barock teilweise umgestaltet wurde, und von dessen vier Flügeln sich nur einer bis heute erhalten hat. Die Anlage ist unter der Aktennummer D-1-74-115-55 als denkmalgeschütztes Baudenkmal von Dachau verzeichnet. Ebenso wird sie als Bodendenkmal unter der Aktennummer D-1-7734-0120 im Bayernatlas als „untertägige mittelalterliche und frühneuzeitliche Befunde im Bereich von Schloss Dachau und seinen Vorgängerbauten mit zugehörigen Gartenanlagen“ geführt.

## Geschichte und Architektur

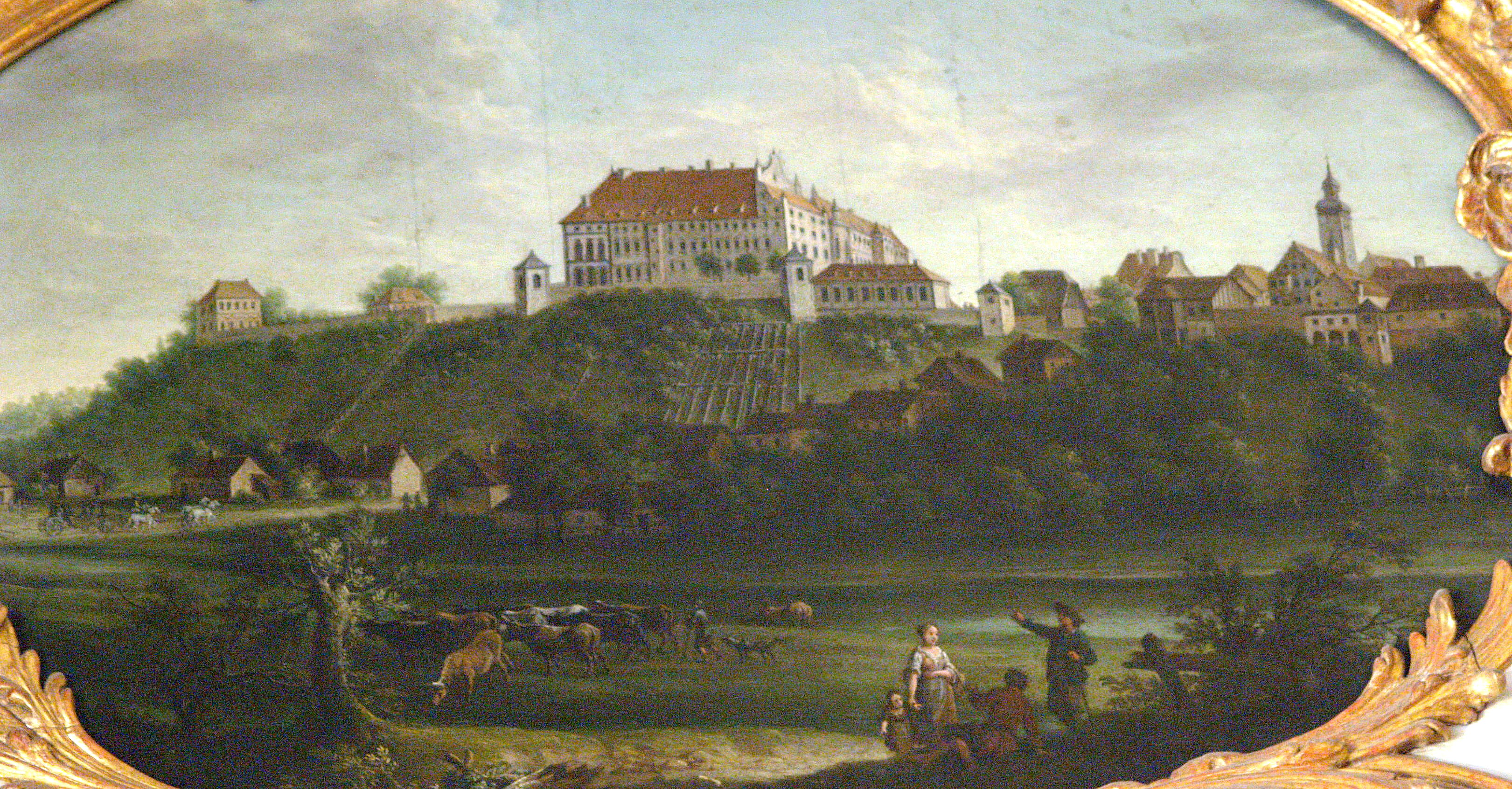
Schloss Dachau (um 1750)

Schloss Dachau nach einem Stich von Michael Wening (1726)

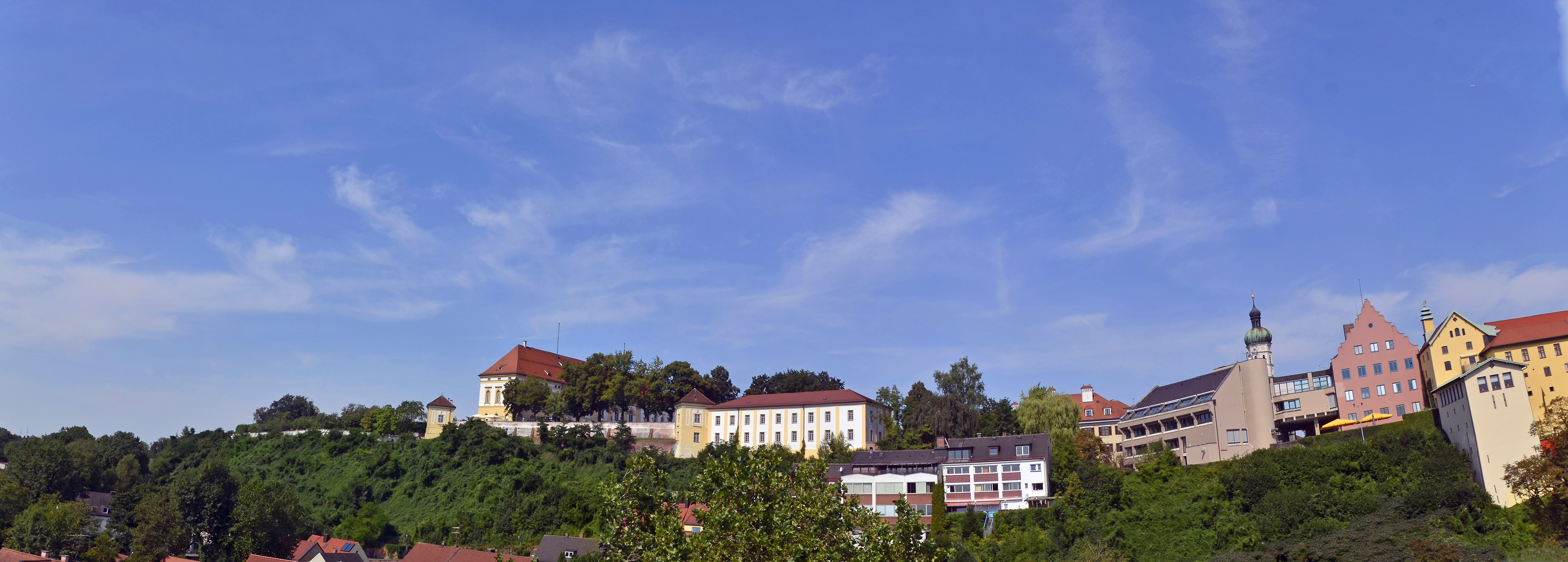
Schloss Dachau (2013)

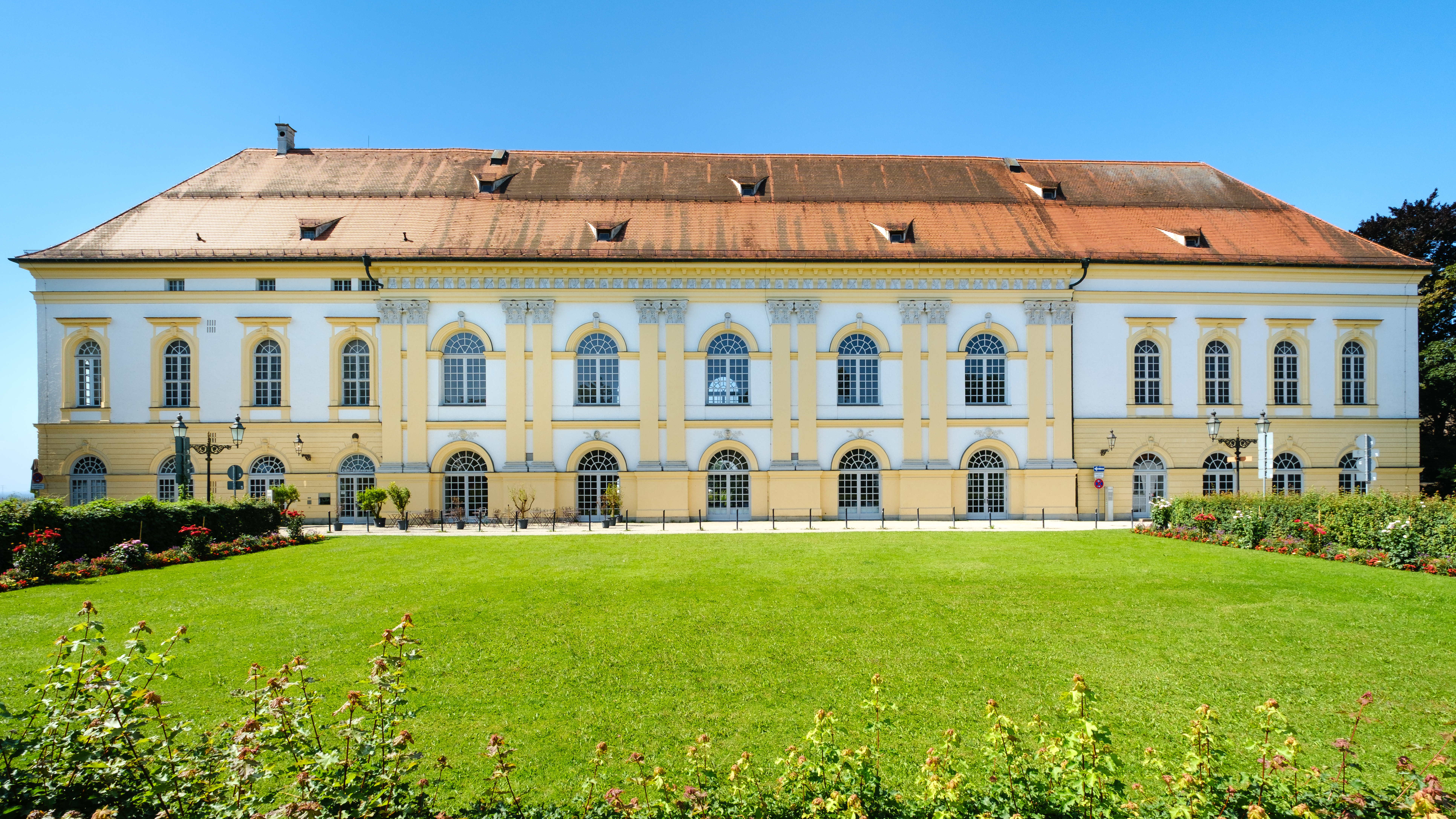
Schloss Dachau (Schlossplatzseite)

### Die mittelalterliche Burg
Arnold I. von Scheyern, ein jüngerer Sohn aus dem Hause der Grafen von Scheyern, heiratete Beatrix von Reipersberg (ca. 1060–1124), eine Tochter des Grafen Kuno von Reipersberg und Erbtochter der Grafschaft Dachau samt Grundherrschaften und Ministerialen. Er ließ um 1100 die Dachauer Burg auf dem ca. 500 Meter hohen Schlossberg neben dem Ort Dahauua erbauen und nannte sich daraufhin Graf von Dachau. Sein Neffe Otto V. von Scheyern, baierischer Pfalzgraf, verlegte 1124 seine Residenz von der Burg Scheyern, die er als Kloster stiftete, nach der Burg Wittelsbach, wodurch aus der Scheyerner Hauptlinie, dem Pfalzgrafenhaus, die Wittelsbacher wurden. 
Dachau fiel an Arnolds Sohn Konrad I. von Dachau und nach dessen Tod um 1130 an dessen Sohn Konrad II. von Dachau († 1159). Nach der Wahl des Stauferkönigs Konrad III. 1138 kam es zum offenen Konflikt zwischen Staufern und Welfen. Konrad II. von Dachau schwankte in diesem Thronkrieg zunächst. Der Stauferkönig nahm 1139 dem Welfen Heinrich dem Stolzen das Amt des Herzogs von Bayern ab und übertrug es seinen Babenberger Halbbrüdern, zuerst Leopold IV., nach dessen Tod 1141 Heinrich Jasomirgott. Der Bruder des verstorbenen Heinrichs des Stolzen, Welf VI., besetzte aber weite Teile des Landes. Heinrich Jasomirgott erschien 1142 mit einem vom Kaiser verstärkten Heer, belagerte Dachau bis zur Aushungerung und zerstörte anschließend die Burg, wie er auch die Mauern von Freising niederbrechen ließ. Konrad II. von Dachau kehrte zurück, baute die Burg wieder auf und wurde 1152 zum Herzog von Meranien ernannt; damit war der Dachauer Graf der erste Wittelsbacher, der ein Herzogsamt ausübte. Das Herzogtum Bayern wurde 1156 wieder an die Welfen (Heinrich den Löwen) zurückübertragen. 
Im Jahre 1182 starb der letzte Graf von Dachau, Konrad III., ohne Erben und sein Vetter Otto von Wittelsbach, seit 1180 erster wittelsbachischer Herzog von Bayern, erwarb von dessen Witwe kurz darauf die Burg und Herrschaft Dachau. Die Wittelsbacher setzten ein Ministerialengeschlecht auf der Burg ein, das sich ebenfalls von Dachau nannte und auch Schloss Lauterbach besaß. Dieses Dienstmannengeschlecht erlosch 1439 mit Konrad Dachauer von Lauterbach. Die ursprüngliche Dachauer Burg mit einigen Holzbauten wurde zwischen 1398 und 1403 abgerissen.
In der Folge entstand die erste steinerne Vierflügelanlage. 1467 legte Herzog Siegmund seine Herrschaft in Bayern-München nieder und hielt bis zu seinem Tode 1501 nur das neue Herzogtum Bayern-Dachau als seine Domäne. Schon am 3. September 1467 wählte er als seinen Wohnsitz auch die Burg in Dachau, die der kunstsinnige Herzog dann verschönert haben soll.

### Das neuzeitliche Schloss

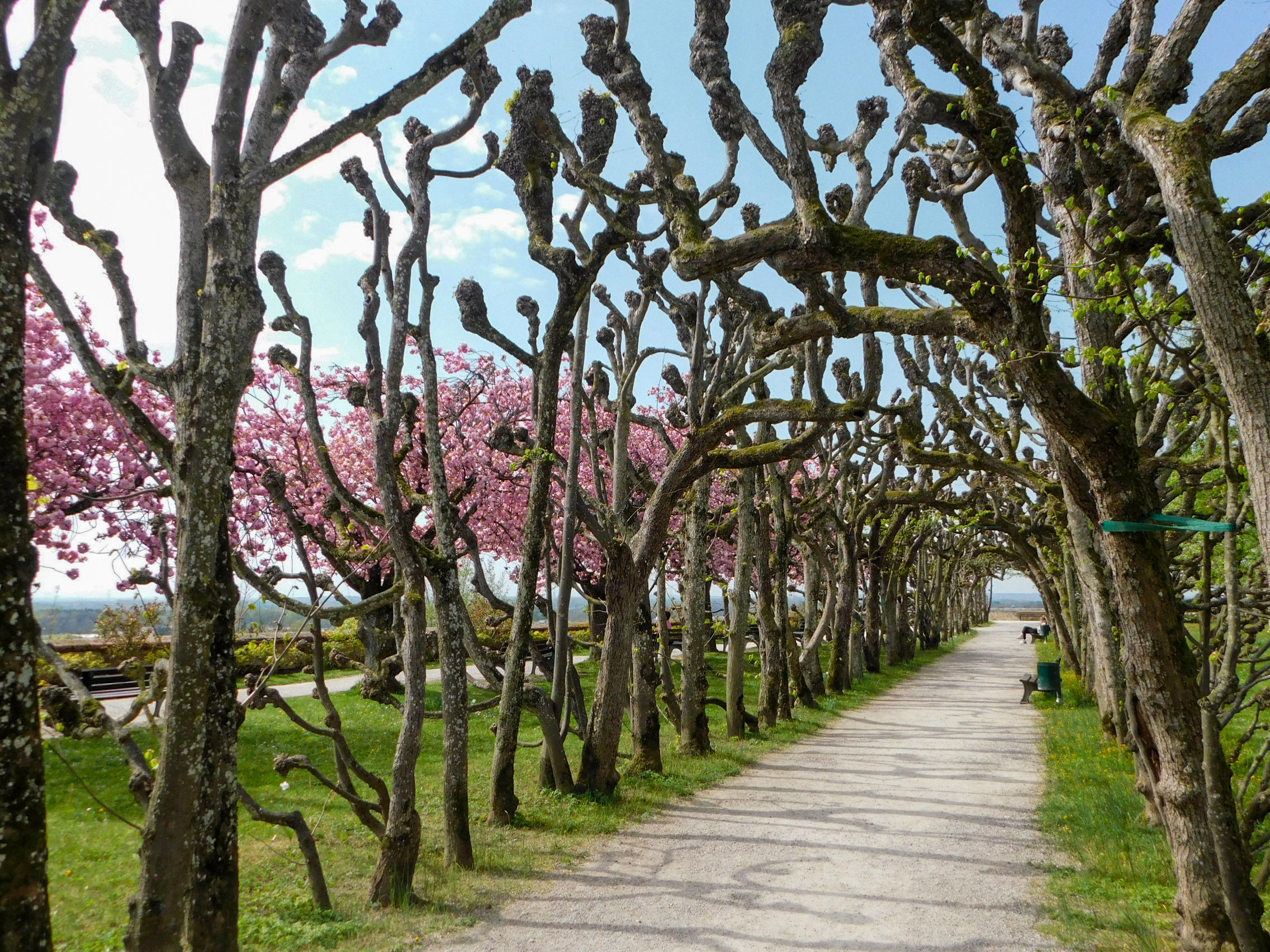
Laubengang Hofgarten Dachau

Unter Siegmunds Neffen Wilhelm IV. und dessen Sohn Albrecht V. wurde 1546 bis 1577 die Dachauer Burg zu einem Schloss u. a. durch die Münchner Hofbaumeister Heinrich Schöttl und Wilhelm Egkl mit vier Flügeln ausgebaut. Der Saal im Südwestflügel wurde von Hans Wisreutter aus München in den Jahren 1564 bis 1566 mit einer prachtvollen Holzdecke ausgestattet, die bis heute erhalten ist. Er gilt als einer der herausragendsten Säle aus der Renaissance nördlich der Alpen. Den Ursprung der Schleißheimer Schlösser bildete dann eine von Herzog Wilhelm V. vom Freisinger Domkapitel 1597 nahe Dachau erworbene Schwaige mit einer kleinen Kapelle. Danach verlor Dachau für den Hof an Bedeutung, als Sommerresidenz wurden nun Schleißheim und später Nymphenburg bevorzugt.
Dachau war jedoch Bestandteil des Nordmünchner Kanalsystems, das die Schlösser des Bayerischen Hofes verband. Das Schloss wurde im frühen 18. Jahrhundert von Hofbaumeister Joseph Effner, der selbst aus Dachau stammte, auf Wunsch von Kurfürst Max II. Emanuel umgestaltet. Insbesondere die Westfassade wurde 1715 im Régence-Stil gestaltet. Große Rundbogenfenster und kolossale Zwillingspilaster heben den Festsaal in der Mitte des Schlossflügels seitdem hervor. Eine von der Terrasse in den Hofgarten herabführende Freitreppe bestand bis ins 19. Jahrhundert.
Das heutige Schloss stellt nur einen Teil der ursprünglichen Anlage dar, da König Max Joseph I. zu Beginn des 19. Jahrhunderts drei der vier Flügel abreißen ließ, die durch die Einquartierung Napoleonischer Truppen schweren Schaden genommen hatten. Zudem fehlte dem König nach den Napoleonischen Kriegen das Geld für eine aufwändige Instandsetzung.
Lediglich der barocke Festsaaltrakt im Westen der ursprünglich vierflügeligen Anlage blieb erhalten. Die Renaissancedecke wurde 1868 ausgebaut und ins Nationalmuseum nach München verbracht. 1977 wurde sie jedoch an der ursprünglichen Stelle wieder angebracht, so dass der Saal der Renaissancezeit wiedererstand. Das Treppenhaus mit dem Oberen Vestibül ist dagegen seit Max Emanuels Umbau im Régence-Stil gestaltet. Für die Gestaltung des prunkvollen Treppenhauses, das zum Festsaal hinaufführt, ließ sich Effner vom Vorbild des Petit Luxembourg seines Lehrmeisters Boffrand, inspirieren. Der Antwerpener Bildhauer Guillielmus de Grof schuf dafür 1716/17 den Stuckdekor mit Waffentrophäen.
Ab 1907 wurde das Schloss zunächst für Ausstellungen der Dachauer Künstlervereinigung genutzt. Die Künstlerkolonie Dachau fand hier einen passenden Rahmen für ihre Exponate.
Der Festsaal im Obergeschoss dient heute als Konzertsaal u. a. für die Dachauer Schlosskonzerte, die die Stadt Dachau veranstaltet. Im Erdgeschoss befinden sich unter anderen der Gartensaal und auch ein modernes Restaurant. Im Jahre 2015 wurden die Fassade und die Innenräume des Dachauer Schlosses umfassend renoviert.

## Hofgarten (Schlosspark)
Der Hofgarten entstand ab 1572. Ab 1578 wurde, nach Plänen des Malerarchitekten Friedrich Sustris, ein von Mauern geometrisch geordneter, mit quadratischen Blumen-  und Kräuterbeeten besetzter Renaissancegarten angelegt. Nicht zuletzt, um die bemerkenswerte Aussicht vom Schlossberg genießen zu können, wurden mehrere Pavillons errichtet, von denen heute noch drei erhalten sind. Zur Gartengestaltung des oberen Parterres gehört der heute noch bestehende Laubengang aus Lindenbäumen. Joseph Effner, der Dachauer Hofgärtnersohn, ging 1706 zum Studium der Gartenkunst nach Paris und gestaltete danach mit seinem Bruder Johann Christoph Effner im Jahre 1717 für Kurfürst Max Emanuel den Garten im Stil des Barock. Anstelle der Blumen- und Kräuterbeete gestaltete der Baumeister des Kurfürsten, Joseph Effner, zwei große, mit geschnittenem Buchsbaum und Blumenrabatten verzierte Broderiebeete. Gleichzeitig ließ der Kurfürst ein kleines Waldstück westlich des Gartens ankaufen, welches er und seine Nachfolger mit allerlei Spieleinrichtungen ausstatteten, darunter eine Kegelbahn, eine Schaukel, verschiedene Holzhütten und anderes mehr. Als Vertreter eines aufgeklärten Absolutismus ließ Kurfürst Max III. Joseph bereits 1765 einen Bereich als Englischen Landschaftsgarten entwickeln. Anfang des 19. Jahrhunderts wurde der Garten vereinfacht. Hofgärtenintendant Friedrich Ludwig von Sckell ließ ab 1802 innerhalb der Gartenmauern Obstbäume pflanzen.
Berühmt und mit dem Weinbergschloss Sanssouci vergleichbar, waren die „hängenden Gärten“ des Schlossberges: Terrassenanlagen mit kostbarem Spalierobst. Reste der Terrassierung am Schlossberg zeugen heute noch vom damaligen Obstanbau für die Hofküche. Dachau war in früheren Jahrhunderten für die hervorragende Qualität des hier in geschützten Lagen erzeugten Tafelobstes berühmt. Heute werden die unteren Gartenteile durch Bienenstöcke genutzt und mit einem Bienenlehrpfad Besuchern erschlossen.
Nach Südosten hin bildet eine durchgehende, zweistufige Terrasse den Abschluss des Schlossparks. Von hier aus reicht der exponierte Panoramablick weit über München auf die Alpenkette von den Chiemgauer Alpen bis in die Berge des Allgäus.
Im Garten befindet sich an der Westseite ein weißes zweistöckiges Gebäude für die Schloss- und Gartenverwaltung, das noch heute als solches genutzt wird.

## Bilder

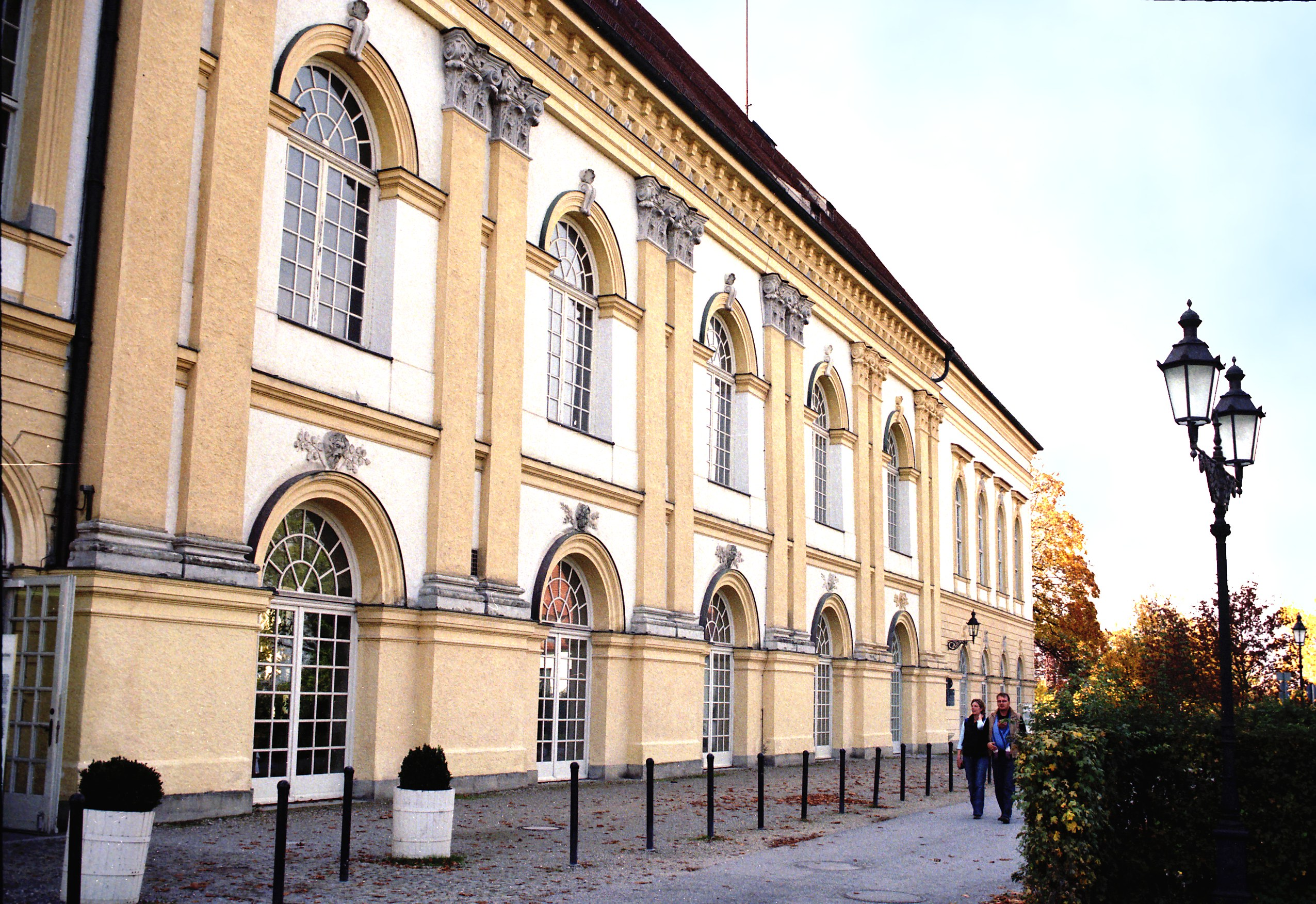
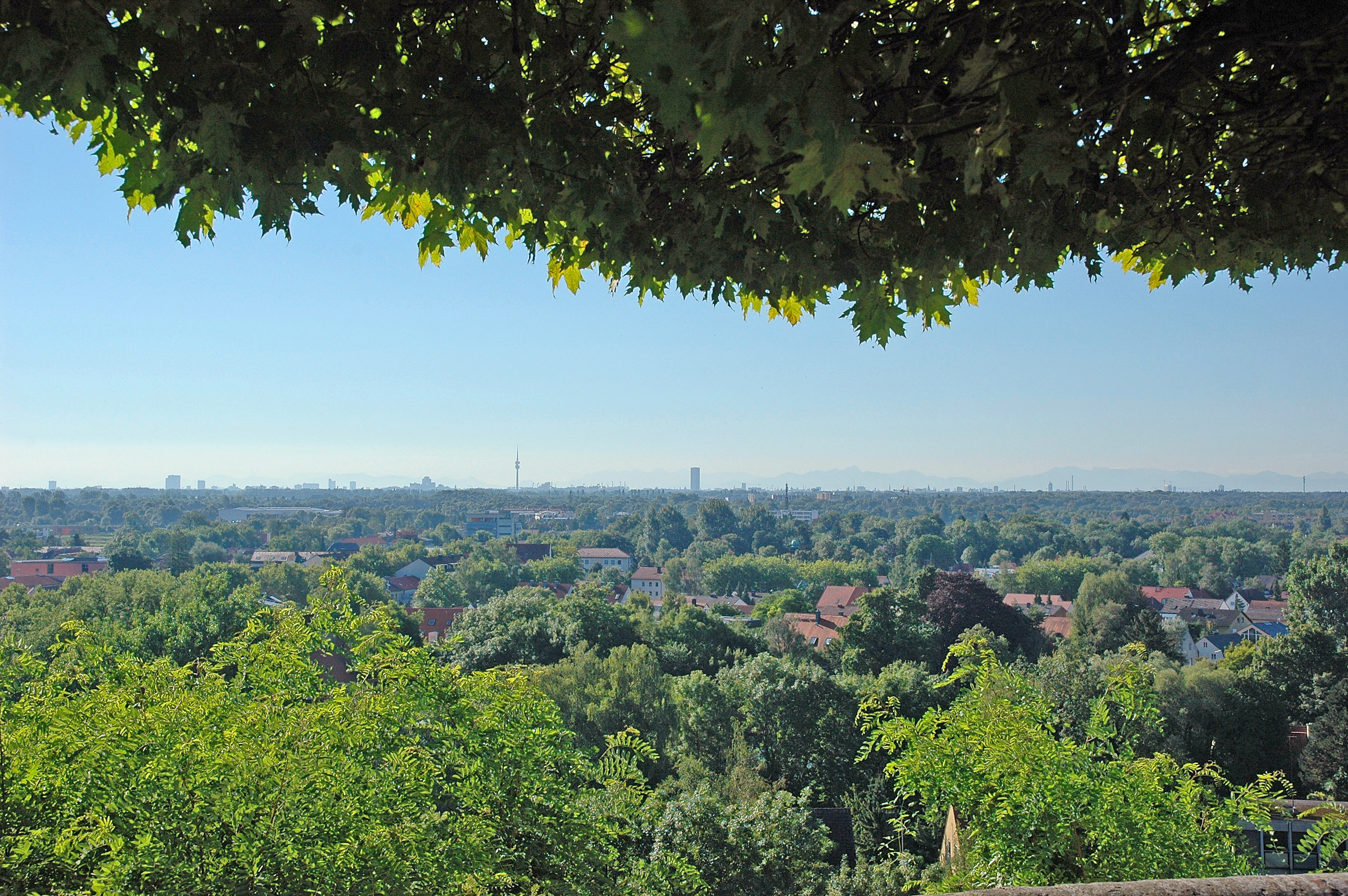
Blick von der Schlossterrasse Richtung München
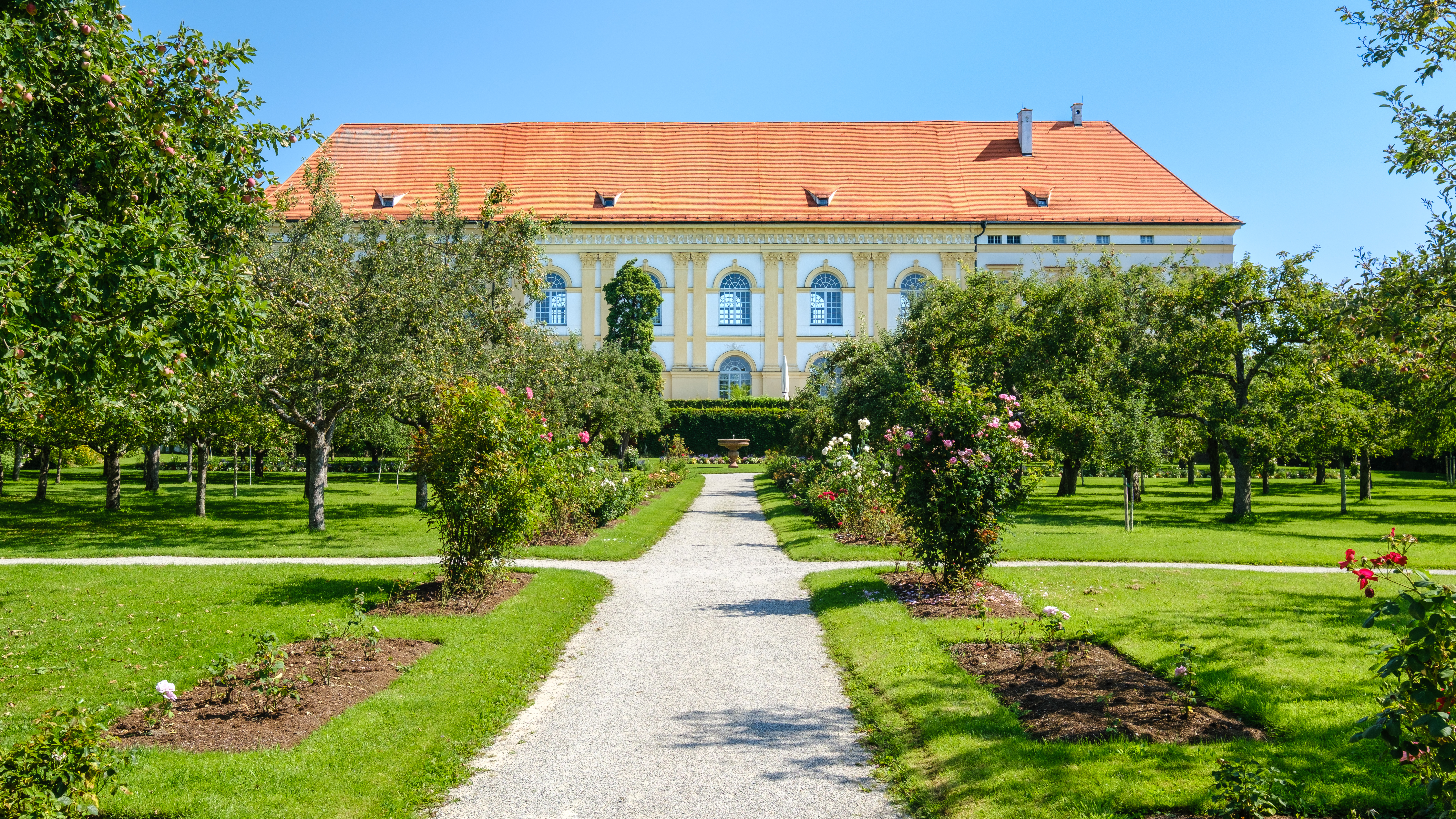
Hofgarten mit Schloss
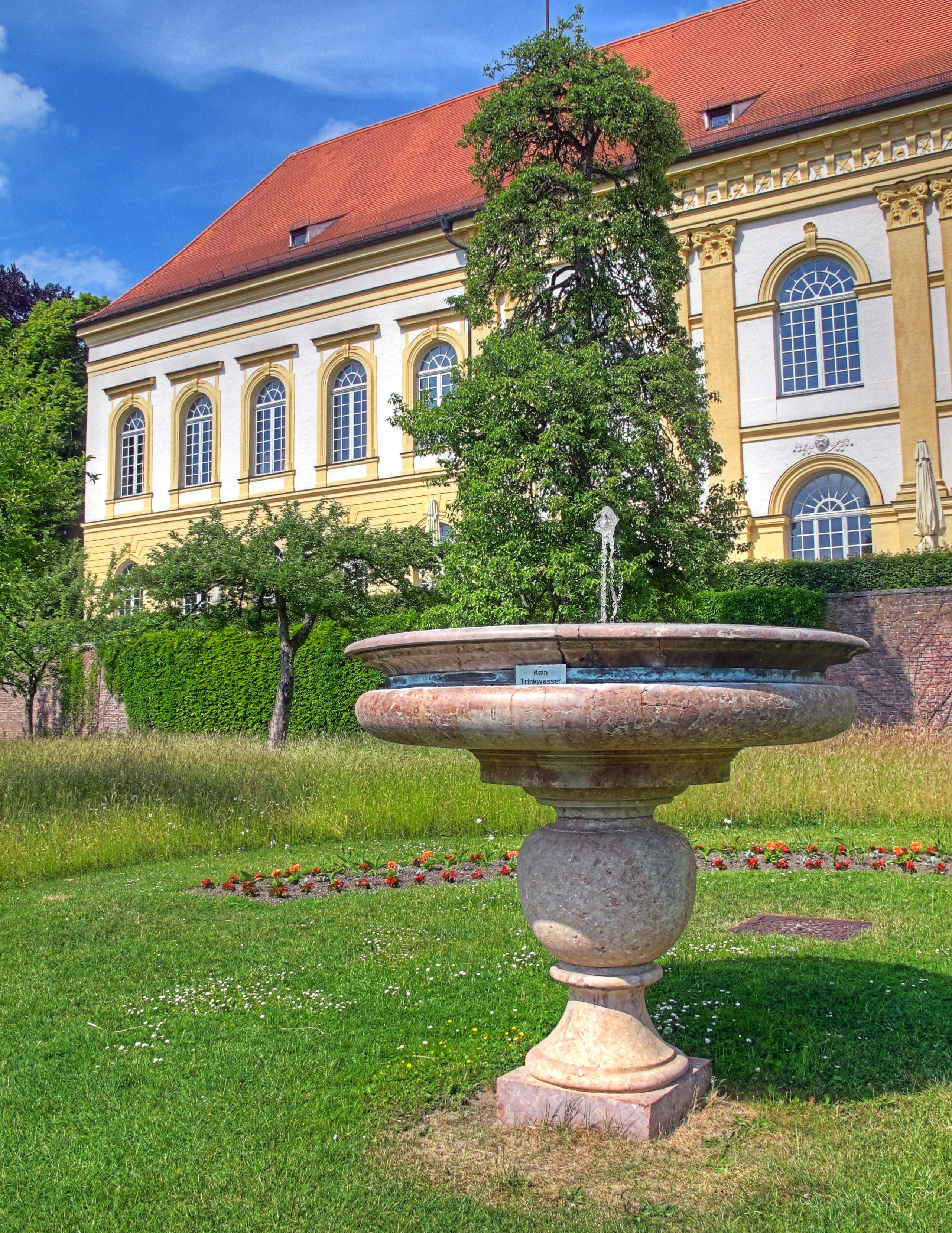
Brunnen im Hofgarten
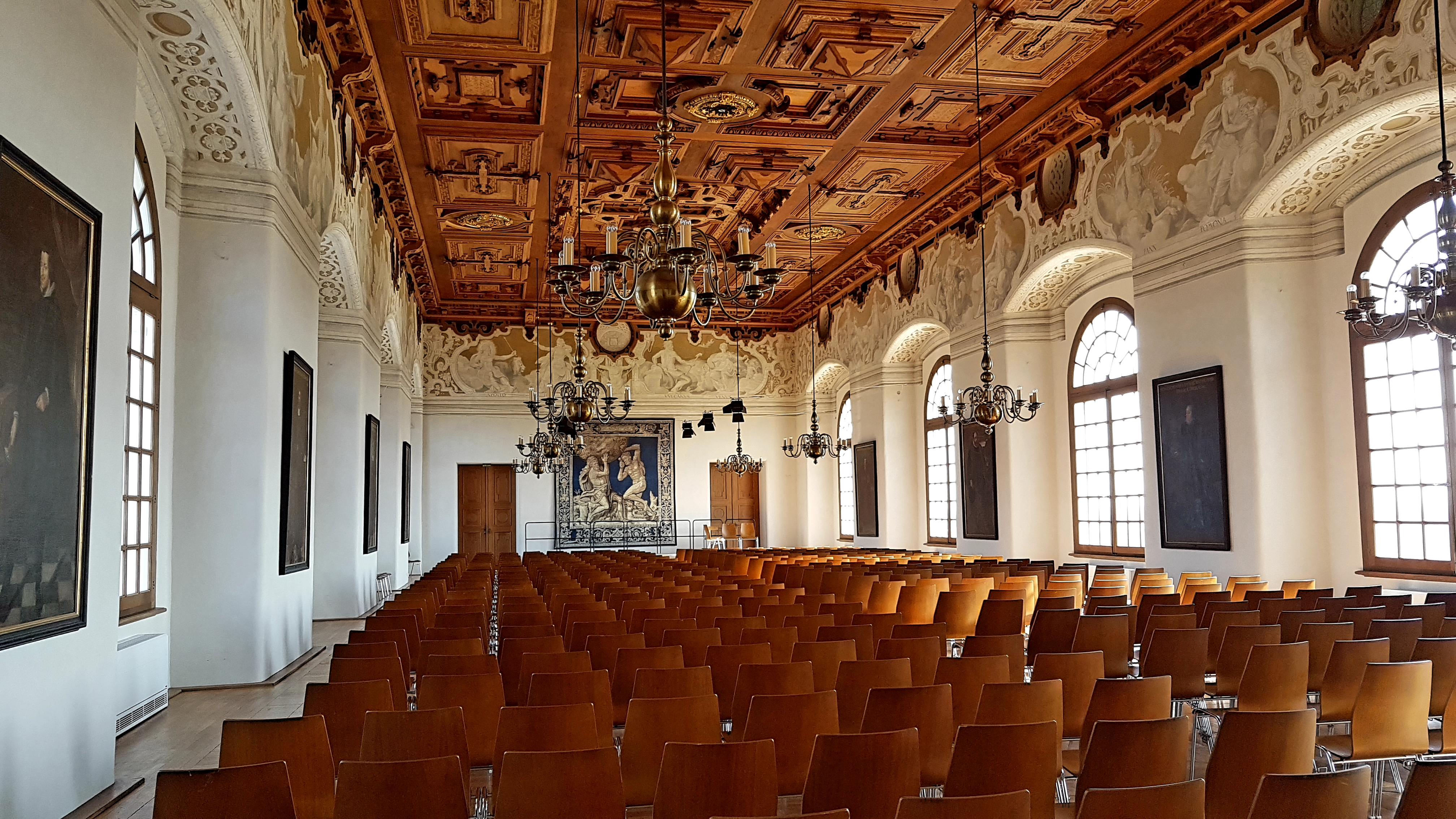
Schloss Dachau, Festsaal
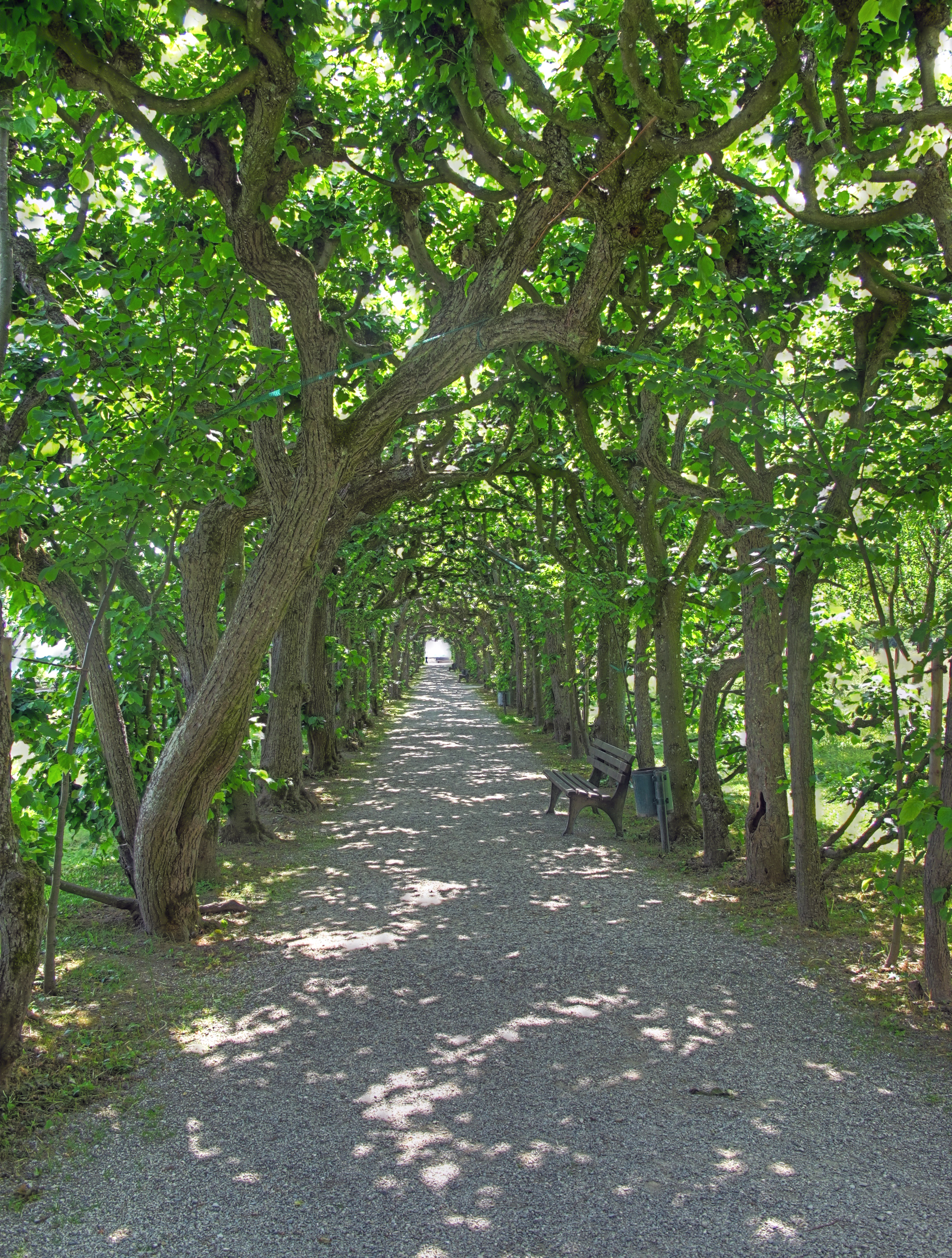
Lindenallee als Laubengang im Hofgarten
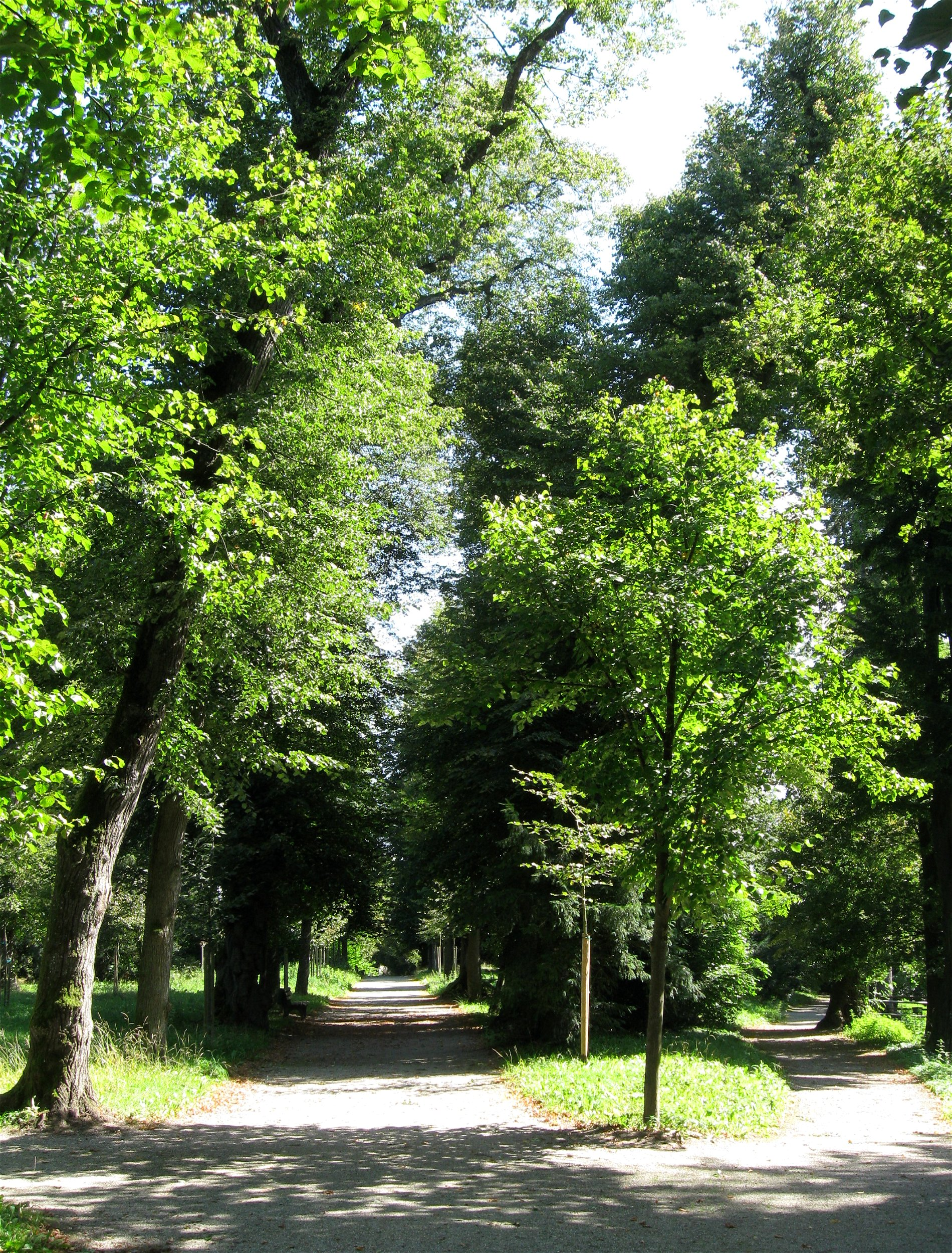
Landschaftsgarten
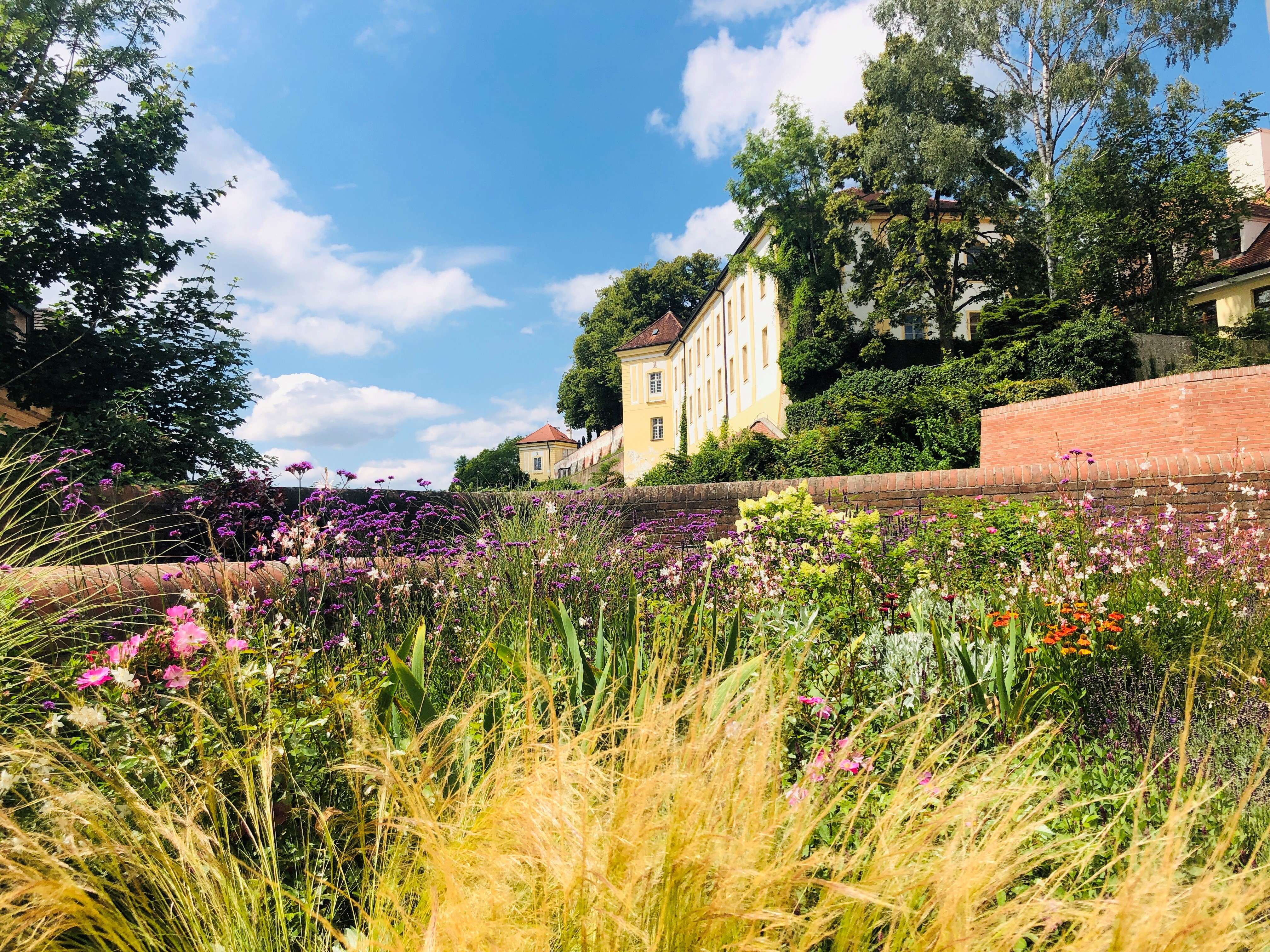
Schlossmauer von Schloss Dachau, von der Rathaus-Terrasse aus gesehen.